# Phiên âm Hán-Việt
Âm Hán Việt (音漢越) là thuật ngữ chỉ các âm đọc của chữ Hán được người nói tiếng Việt xem là âm đọc chuẩn dùng để đọc chữ Hán trong văn bản tiếng Hán vào thời kỳ cổ văn là ngôn ngữ viết chính thức tại Việt Nam và các âm đọc khác của chữ Hán được người nói tiếng Việt tạo ra trong thời kỳ cổ văn không còn là ngôn ngữ viết chính thức ở Việt Nam, dựa trên các âm đọc của chữ Hán kế thừa từ thời kỳ trước đó.

## Phân biệt từ Hán Việt và âm Hán Việt
Tiếng Việt có nhiều từ và ngữ tố bắt nguồn từ tiếng Hán. Từ và ngữ tố tiếng Việt bắt nguồn từ tiếng Hán được gọi là từ Hán Việt. Nhiều từ Hán Việt mang âm thanh là âm Hán Việt của chữ Hán mà nó có nguồn gốc. Thí dụ: Bốn từ Hán Việt áo, dân, học, giáo (giáo trong thầy giáo, giáo sư) lần lượt bắt nguồn từ bốn từ tiếng Hán được viết bằng chữ Hán là 襖, 民, 學, 教. Âm thanh của bốn từ tiếng Việt áo, dân, học, giáo cũng là âm Hán Việt của bốn chữ Hán 襖, 民, 學, 教.
Cũng có nhiều từ Hán Việt mang âm thanh không phải là âm Hán Việt mà nó có nguồn gốc. Thí dụ: Bốn từ tiếng Việt chữ, giường, thuốc, vườn lần lượt bắt nguồn từ bốn từ tiếng Hán được viết bằng chữ Hán là 字, 床, 藥. 園. Bốn chữ Hán 字, 床, 藥. 園 có âm Hán Việt lần lượt là tự, sàng, dược, viên.
Không phải bất cứ chữ Hán nào có âm Hán Việt cũng được tiếng Việt vay mượn. Thí dụ: Chữ Hán 怎 có âm Hán Việt là chẩm. Trong tiếng Việt không có từ Hán Việt nào bắt nguồn từ từ tiếng Hán được viết bằng chữ Hán 怎.

## Phát âm của chữ Hán
Chữ Hán là một loại chữ biểu ý, không phải là loại chữ biểu âm, nên nếu không biết thì không thể nhìn vào mặt chữ mà đọc được. Do đó trong tự điển tiếng Hán người ta phải ghi chú cách đọc.
Bản thân chữ Hán được phát âm khác nhau, ngay tại Trung Quốc, tuỳ từng vùng mà có nhiều giọng/âm đọc khác nhau, như tiếng Quảng Đông, tiếng Phúc Kiến,Tiếng Thượng Hải tiếng Triều Châu, tiếng Bắc Kinh... Các nước lân cận như Triều Tiên có cách đọc riêng của người Triều Tiên, gọi là Hán – Triều (漢朝); người Nhật có cách đọc riêng của người Nhật, gọi là Hán – Hoà (漢和); người Việt có cách đọc của mình gọi là Hán – Việt (漢越). Vì thế khi một cụm từ chữ Hán được viết ra, không thể mặc định ngay đó là tiếng Trung Quốc, vì nó cũng có thể được đọc bằng tiếng Nhật, tiếng Triều Tiên hoặc tiếng Việt.
Ngoài ra bản thân ngữ âm tiếng Hán cũng chịu sự biến đổi nhất định trong lịch sử phát triển của nó. Một số kết quả được phản ánh trong các nghiên cứu của các nhà ngữ âm học Trung Quốc đối với tiếng Hán thượng cổ và trung cổ.

## Phiên âm Hán – Việt
Một số nhà ngôn ngữ học Việt Nam coi âm Hán – Việt chỉ là âm chữ Hán vào thời nhà Đường, đọc theo quy luật ngữ âm tiếng Việt. Do quá trình tiếp xúc giữa hai ngôn ngữ Hán và Việt bắt đầu từ lâu, và tiếng Hán đã được du nhập vào Việt Nam từ khi nhà Hán xâm chiếm Việt Nam. Tuy nhiên quá trình tiếp nhận các từ ngữ tiếng Hán giai đoạn đầu chỉ diễn ra một cách lẻ tẻ, không hệ thống và chủ yếu bằng đường khẩu ngữ. Đến giai đoạn nhà Đường thì tiếng Hán được du nhập một cách có hệ thống, với số lượng lớn và chủ yếu thông qua con đường sách vở.
Theo quan điểm này thì phiên âm Hán – Việt là cách thức đọc tiếng Hán theo âm tiếng Hán thời nhà Đường qua đường sách vở, được những người Việt sử dụng chữ Hán đặt ra, Việt hóa ít nhiều cho phù hợp với hệ thống ngữ âm của tiếng Việt vào thời kỳ đó. Theo Henri Maspéro, Benhard Kalgren, Torosu Mineyra, âm Hán – Việt đại diện cho phương ngữ Tràng An thế kỷ IX – X, vào thời kỳ cuối Đường. Đây là giai đoạn hình thành cách đọc Hán – Việt có hệ thống.
Cũng theo quan điểm này, những từ Hán được du nhập từ giai đoạn trước hay các từ Hán cổ không được đọc theo âm Hán – Việt (đời Đường) mà theo âm Hán cổ, và đã được Việt hóa tương đối, hoặc là để làm phong phú nguồn từ vựng cho tiếng Việt cổ dùng trong dân gian, lúc đó người dân dã không được đi học còn dùng tiếng Việt cổ và chưa có chữ viết (hoặc là một số ít có thể dùng chữ Nôm). Ví dụ: 房: buồng (âm Hán cổ)/ phòng (âm Hán – Việt); 沈: chìm (âm Hán cổ)/ trầm (âm Hán – Việt)...
Một số từ Hán – Việt sau khi được du nhập vào tiếng Việt đã chiu sự tác động của quy luật biến đổi ngữ âm của tiếng Việt, do vậy có một số từ đã bị thay đổi diện mạo so với dạng ngữ âm Hán – Việt ban đầu. Ví dụ: 印: ấn (Hán – Việt)/ in (Hán – Việt Việt hóa); 種: chủng (Hán – Việt)/ giống (Hán – Việt Việt hóa), 正: chính, chinh (Hán – Việt)/ giêng (Hán – Việt Việt hóa)...
Ngoài ra còn có các từ gốc Hán được tiếp nhận bằng con đường khẩu ngữ với phát âm của một phương ngữ nào đó của tiếng Hán hiện đại: ca la thầu, mì chính, quẩy...
Cách đọc Hán Việt gắn liền với việc sử dụng văn tự: ban đầu là văn tự Hán, sau là chữ Hán và chữ Nôm và cuối cùng là ghi bằng chữ quốc ngữ.
Trong các tự điển Hán – Việt, bên cạnh ghi chú bính âm do người Trung Quốc đặt ra để đọc âm của họ, còn có ghi chú âm tiếng Việt dành riêng cho người Việt. Tức là âm tiếng Quan thoại chuẩn (nay gọi là "phổ thông thoại"(普通话), tức tiếng Hán phổ thông dựa trên phương ngữ Bắc Kinh) được phiên sang âm tiếng Việt. Ví dụ 2 chữ 北京 đọc theo âm Quan thoại là Běijīng, còn người Việt đọc là Bắc Kinh.

## Phiên âm Hán – Việt và phiên thiết Hán – Việt
Một số ý kiến cho rằng cách đọc Hán – Việt là dựa vào cách đọc theo phiên thiết. Các ý kiến này cho rằng âm Hán – Việt không phải do người Việt đặt ra mà là các âm phiên thiết, ghi trong các cuốn tự điển Hán. Theo cách lý giải này, một số tác giả cực đoan còn cho rằng, những từ đọc không đúng với phiên thiết là sai và phải bị loại bỏ khỏi các từ Hán Việt.
Nhiều ý kiến phân biệt rõ ràng giữa phiên âm Hán – Việt và phiên thiết Hán – Việt. Phiên âm là bản thân âm (cách đọc) Hán – Việt của chữ Hán, còn phiên thiết chỉ là một trong những phương pháp ghi cách đọc chữ Hán do người Trung Quốc đặt ra để người đọc biết cách đọc. Phiên thiết là dùng âm của hai chữ khác (được coi là đã biết cách đọc) ghép lại để chú âm cho một chữ thứ ba, nghĩa là lấy phụ âm đầu (thanh mẫu) của chữ thứ nhất ghép với vần (vận mẫu) của chữ thứ hai đọc nối liền lại, còn thanh điệu thì tuân theo một quy tắc nhất định. Phiên thiết của người Trung Quốc được chuyển (quy chiếu) sang âm Hán – Việt và lấy đó làm chuẩn để đọc âm Hán – Việt.
Trước khi có cách dùng ký tự Latin để ghi cách đọc chữ Hán, thì ngoài cách phiên thiết, còn có các phương pháp khác như chú âm bằng cách dùng chữ đồng âm, gọi là "trực âm" (直音), hay dùng những chữ có âm gần giống, gọi là "độc nhược" (讀若), "độc như" (讀如) hay "độc vi" (讀為).
Ngoài ra, còn phương pháp chú âm dùng 37 ký tự dựa vào chính chữ Hán gọi là "chú âm phù hiệu" (chữ Hán phồn thể: 注音符號; chữ Hán giản thể: 注音符号; bính âm: Zhùyīn fúhào), được soạn ra vào đầu thế kỷ XX, hiện nay thỉnh thoảng vẫn được sử dụng nhưng ít phổ biến hơn bính âm, chủ yếu sử dụng tại Đài Loan.
Ngoài ra, không phải bao giờ phiên âm Hán – Việt cũng trùng với phiên thiết Hán – Việt, nghĩa là âm Hán – Việt không đọc theo phiên thiết Hán – Việt, vì phiên thiết của người Trung Hoa dùng cho người Trung Hoa chứ không phải dùng cho người Việt.
- 因 theo phiên thiết là ân, nhưng xưa nay người Việt vẫn đọc là nhân,
- 一 theo phiên thiết là ất, nhưng xưa nay vẫn đọc là nhất,
- 比 theo phiên thiết là bỉ, nhưng xưa nay vẫn đọc là tỉ
- 扇 theo phiên thiết là phiến, nhưng xưa nay vẫn đọc là thiến
- 轟 theo phiên thiết là hoanh, nhưng xưa nay vẫn đọc là oanh
- 民 theo phiên thiết là miên, nhưng xưa nay vẫn đọc là dân
- 昇 theo phiên thiết là thưng, nhưng xưa nay vẫn đọc là thăng[5]
- v.v.

Phiên thiết Hán Việt có thể giúp định âm Hán Việt của một số từ Hán chưa có âm tương đương trong các tự điển Hán – Việt của tiếng Việt. Tuy vậy, phiên thiết trong tiếng Hán cũng khá phức tạp, vì là âm đọc trong một giai đoạn lịch sử và của một vùng lãnh thổ trong tiến trình ngữ âm của Hán ngữ, tạo nên một hệ thống thiết vận không ổn định nên có thể góp phần làm phức tạp việc định âm Hán – Việt cho các từ Hán. Do đó, có thể tồn tại các kiểu phiên thiết khác nhau.

## So sánh âm Quan thoại chuẩn và âm Hán – Việt
Âm Quan thoại chuẩn (dưới đây gọi tắt là Quan thoại) có 4 thanh điệu: âm bình, dương bình, thượng thanh và khứ thanh, trong khi âm Hán – Việt có 6 thanh điệu: ngang (không dấu), huyền, sắc, hỏi, ngã và nặng.
Một âm Quan thoại thường tương ứng với nhiều chữ Hán, và đôi khi một chữ Hán cũng có 2 – 3 âm khác nhau, nhưng nói chung tổng số âm Quan thoại ít hơn nhiều so với tổng số chữ Hán. Một âm Quan thoại cũng thường tương ứng với nhiều âm Hán – Việt và đôi khi một âm Hán – Việt cũng tương ứng với 2 hoặc vài âm Quan thoại, nhưng tổng số âm Quan thoại ít hơn tổng số âm Hán – Việt (tiếng Quan thoại có 1280 âm trong khi tiếng Việt có từ khoảng 4500 đến 4800 âm đọc, tùy theo phương ngữ, và 6200 âm viết trong quốc ngữ). Ví dụ: âm Quan thoại yù (được biểu thị bằng bính âm) tương ứng với các âm Hán – Việt và chữ Hán sau (chữ viết nghiêng là âm Quan thoại, chữ viết đậm là âm Hán – Việt):
- ẩu 嫗
- dụ 喻, 愈, 瘉, 癒, 芋, 吁/籲 (còn có âm là hu/xū), 裕, 誘, 谕/諭, 峪 (có sách phiên là dục)
- dũ 愈/癒, 羑
- duật 聿, 矞, 燏, 繘, 谲/譎, 遹, 鴥, 鷸
- dục 育, 淯, 堉, 毓, 谷 (còn có âm là cốc/gǔ), 浴, 峪 (có sách phiên là dụ), 欲/慾, 鹆/鵒, 昱, 煜, 翌, 鬻
- dự 与 (còn có âm là dư/yú, dữ/yǔ), 预/預, 澦, 蓣/蕷, 誉/譽, 豫
- ngọc 玉, 鈺
- ngộ 遇
- ngụ 寓/庽
- ngục 狱/獄
- ngữ 语/語 (còn có âm là yǔ)
- ngự 御/禦, 驭/馭
- quắc 阈/閾 (còn có âm là vực)
- uất 熨 (còn có âm là úy/yùn), 黦, 郁/鬱 (còn có âm là úc), 菀 (còn có âm là uyển/wăn), 尉 (còn có âm là úy/wèi), 蔚 (còn có âm là úy/wèi)
- úc 噢, 澳 (còn có âm là áo/ào), 隩 (còn có âm là áo/ào), 燠, 郁/鬱 (còn có âm là uất), 彧 (có sách phiên là vực)
- ứ 淤 瘀 饫/飫 燠
- vũ 雨 (còn có âm là yǔ)
- vực 域 棫 淢 緎罭 蜮/㟴魊 阈/閾 (còn có âm là quắc) 彧 (có sách phiên là úc)

Dưới đây đưa ra ví dụ về các trường hợp một chữ Hán có nhiều âm khác nhau hoặc các trường hợp không tương ứng một đối một giữa âm Quan thoại và âm Hán – Việt.

### 2 âm Quan thoại và 2 âm Hán – Việt
Một số ví dụ:
- 蔭 (yīn) âm và (yìn) ấm
- 谷 (yù) dục, và (gǔ) cốc
- 台(tái) đài (trong Đài Loan), và (tài) thai (trong Thiên Thai, Thai Châu)
- 曾 (zēng) tăng, và (céng) tằng

### 1 âm Quan thoại và 2 âm Hán – Việt hoặc nhiều hơn
Ta thường gặp các biến thể: 
- Chu Ân Lai – Châu Ân Lai (周恩来/來, Zhōu Ēnlái), trong trường hợp này âm Châu gần âm gốc Zhōu hơn. Tuy nhiên âm Chu chủ yếu được dùng ở miền Bắc Việt Nam trước kia nay trở nên phổ biến hơn
- Châu Giang – Chu Giang (珠江, Zhū Jiāng) (sông), Châu Hải – Chu Hải (珠海; Zhūhǎi) (thành phố), trong trường hợp này âm Chu gần âm gốc Zhū hơn
- Càn Long – Kiền Long (乾隆; Qiánlóng) (vua nhà Thanh), trong trường hợp này âm Càn được coi là chính tắc hơn
- Phủ Điền – Bồ Điền (thành phố thuộc tỉnh Phúc Kiến)
- Đông Hoản – Đông Quản (thành phố thuộc tỉnh Quảng Đông), trong đó âm Hoản được coi là chuẩn hơn
- Sái Luân – Thái Luân, người phát minh ra một loại giấy
- Chu Đệ – Chu Lệ, tức Minh Thành Tổ, trong đó âm Đệ hiện nay được dùng phổ biến trong các từ /tự điển và sách vì gần âm gốc hơn
- Tiền Kỳ Tham – Tiền Kỳ Thâm – Tiền Kỳ Sâm (钱其琛, Qián Qíchēn), cựu Bộ trưởng ngoại giao Trung Quốc, v.v.

Điển hình cho trường hợp này là tên hồ 鄱阳湖 (Póyáng Hú), tọa lạc tại tỉnh Giang Tây của Trung Quốc. Các sách và tự điển gọi hồ này bằng nhiều cái tên khác nhau: hồ Bà Dương, hồ Phàn Dương, hồ Phiền Dương, hồ Phiên Dươnghoặc có khi là hồ Phồn Dương.
Chữ 土 chỉ có 1 âm gốc là tǔ và trong mọi nghĩa đều được phiên là thổ, nhưng người ta lại đặt thêm âm độ chỉ dành riêng cho cụm từ Tịnh độ tông. Tuy nhiên âm thổ cũng được dùng cho trường hợp này, tuy ít phổ biến hơn: Tịnh thổ tông. Trong khi đó âm độ thông thường, ứng với âm gốc dù, gồm các chữ 度 (còn có âm là đạc/duó), 渡, 鍍, 镀.

## Sự thiếu nhất quán trong phiên âm Hán – Việt
Bên cạnh các trường hợp một chữ Hán có 1 âm Quan thoại nhưng có thể có 2 âm Hán – Việt khác nhau được ghi chú trong cùng một từ/tự điển, còn có nhiều trường hợp mỗi sách ghi một âm Hán – Việt khác nhau.
Bản thân chữ bính, trong thuật ngữ "bính âm", xuất xứ từ một số sách cũ ở miền Nam Việt Nam, trong khi nhiều từ/tự điển hiện nay chỉ phiên là phanh, và cũng có một số người dùng phanh âm.
Ung Châu (雍州), một trong chín châu của Trung Quốc thời cổ (vùng Thiểm Tây 陝西, Cam Túc 甘肅, Thanh Hải 青海 ngày nay), có chữ đầu đều được phiên là Ung trong hầu hết các từ/tự điển Hán – Việt và các sách truyện như Đông Chu liệt quốc, Tam quốc, chỉ riêng tự điển Thiều Chửu phiên là Úng. Chữ Ung này cũng nằm trong niên hiệu Ung Chính 雍正 của vua Thanh Thế Tông.
Trong cuốn Chuyện Đông chuyện Tây, Nhà xuất bản Trẻ, An Chi Võ Thiện Hoa đã so sánh một số trường hợp phiên âm không thống nhất giữa 2 quyển Hán – Việt tự điển của Thiều Chửu và Hán – Việt từ điển của Đào Duy Anh (câu 438, trang 140 – 145, tập 3) như:
- chữ 膾 (bính âm: kuài), là khoái theo Đào Duy Anh và quái theo Thiều Chửu. Theo An Chi, khoái là âm Hán – Việt thông dụng, còn quái là âm Hán – Việt chính thống, phản ánh cách phát âm đời nhà Đường.
- chữ 炙 (bính âm: zhì), là chá theo Đào Duy Anh và chích theo Thiều Chửu. Trong từ điển của Trung Quốc có cả hai âm này.
- chữ 僣 (bính âm: tiĕ), là tiếm theo Đào Duy Anh và thiết theo Thiều Chửu. Âm thiết là đúng, còn âm tiếm dành cho chữ 僭 (jiàn, zèn) cũng gần giống mà từ điển của Đào Duy Anh không có chữ này. Người ta vẫn có thói quen lấy chữ 僣 thay cho chữ 僭 nhưng làm như thế là không chuẩn.

Nhân vật họ Mã trong Tam quốc làm thất thủ Nhai Đình, lỡ kế hoạch của Gia Cát Lượng có tên là 马/馬謖 (bính âm: Mǎ Sù), được phiên khi thì là Mã Tốc, khi thì là Mã Tắc, thậm chí có khi là Mã Thốc, còn theo An Chi thì phải đọc là Mã Sốc theo đúng âm Hán – Việt chính thống xuất xứ từ đời Đường.
Tương tự như vậy, nhân vật Chu Du (周瑜, Zhōu Yú) quen thuộc có lúc lại biến thành Châu Do (âm Do không đúng nhưng âm Châu lại sát âm gốc hơn) chỉ vì cách phiên âm Hán – Việt khác nhau.
Hai viên tướng Trung Quốc thời cổ thường được nhắc đến trong sử sách Việt Nam dưới tên gọi Đồ Thư (屠睢) và Nhâm Ngao (壬嚣), nếu theo phiên âm hiện đại thì phải là Đồ Tuy và Nhậm/Nhiệm/Nhâm Hiêu (任嚣). Ở đây họ 壬 (Nhâm – Rén) thời xưa đã được viết thành 任 có hai âm Nhâm – Rén và Nhậm/Nhiệm – Rèn.

## Chữ (tự) đồng âm
Trong tiếng Hán, có rất nhiều chữ (tự) đồng âm, tức là đọc giống nhau nhưng viết (mặt chữ) khác nhau và nghĩa khác nhau. Tuy nhiên chữ đồng âm Quan thoại (pinyin) thường không nhất thiết là chữ đồng âm Hán – Việt, còn chữ đồng âm Hán – Việt nói chung thường là đồng âm Quan thoại. Lấy ví dụ âm nguyên Hán – Việt có khoảng 11 chữ đồng âm là 元, 原, 姩, 嫄, 沅, 源, 羱, 芫, 螈, 騵, 黿 (và đều đồng âm Quan thoại: yuán).
Còn nếu xét chữ đồng âm Quan thoại (âm yuán) thì có thể kể thêm:
- Các chữ đồng âm Hán Việt viên: 員 (giản thể 员) (còn có các âm yún /vân, yùn /uẩn), 園(giản thể 园), 圓 (giản thể 圆), 圜 (còn có âm huán /hoàn), 垣, 媛 (còn có âm yuàn /viện), 湲, 爰, 猿 (còn viết là 猨), 蝯, 袁, 轅
- 2 chữ đồng âm Hán Việt viện: 援, 瑗 (chữ 媛 đã tính ở mục âm viên)
- Chữ ngoan: 鼋
- 4 chữ đồng âm Hán Việt duyên: 缘, 橼, 櫞, 蝝

Tuy nhiên cũng có một số chữ đồng âm Hán – Việt nhưng có tới 2 (thậm chí nhiều hơn) âm Quan thoại. Chẳng hạn, có (ít nhất) 7 chữ đồng âm cát, nhưng có tới 4 – 5 âm Quan thoại: 吉 (jí), 佶 (jí), 割 (gē), 葛 (gé /gě), 轕 (gé), 噶 (gá), 釓 (gá). Đó là chưa kể các chữ kiết 鮚 (giản thể 鲒), 拮, 桔 (kiết / kết) với âm Quan thoại là jié, mà có từ điển còn phiên là cát.

## Chữ "tác" đánh chữ "tộ"
Thành ngữ có câu chữ "tác" đánh chữ "tộ" (chữ "tác" tưởng là chữ "tộ") để chỉ sự lẫn lộn giữa các chữ do mặt chữ gần giống nhau, qua đó chê người học kém. Một số cặp chữ gần giống nhau làm cho người dịch dịch nhầm, chẳng hạn, các cặp chữ:
- 作 tác (zuò) thuộc bộ nhân (亻) – 怍 tộ (zuò) thuộc bộ tâm (忄)
- 博, 搏 bác (bó) – 傅 phó (fù) – 溥 phổ (pǔ)
- 亳 bặc (bó) – 毫 hào (háo)
- 准 chuẩn (zhǔn) thuộc bộ băng (冫) – 淮 hoài (huái) thuộc bộ thủy (氵)
- 翼 dực (yì) – 冀 ký (jì)
- 党 đảng (dǎng) – 觉 giác (giản thể) (jiào)
- 浩 hạo (hào) – 洁 khiết (jié)
- 桐, đồng (dòng/ tóng, tóng) – 坰, 炯 quýnh (jiōng)
- 遇 ngộ (yù) – 過 quá (guò)
- 幸 hạnh (xìng) – 辛, 莘 tân (xīn)
- 沫 mạt (mò) – 沬 muội (mèi)
- 遇 ngộ (yù) – 過 quá (guò)
- 土 thổ (tǔ) – 士 sĩ (shì)
- 并 tính, tịnh (bìng) – 井 tỉnh (jĭng)
- 万 vạn (giản thể) (wàn) – 方 phương (fāng)

Những chữ tên riêng bị phiên sai có thể kể: 
- Bặc /Bạc /Bột Châu (亳州), quê hương của đạo sĩ Trần Đoàn, ông tổ tử vi, bị phiên sai thành Hào Châu (毫州), do nhầm Bạc (亳; pinyin: bó) thành Hào (毫; pinyin: háo). Ví dụ: . Cuốn Almanac những nền văn minh thế giới có bài về Trần Đoàn do Nguyễn Tiến Đoàn – Trần Thanh Loan – Hoàng Điệp viết (bài được chép ở đây) cũng nói rằng ông người huyện Hào Châu (nay là Tây Nam huyện Hào, tỉnh An Huy). Đất Bạc ở đây trước kia là một vùng rộng lớn, nằm ở vùng Thương Khâu, Lộc Ấp (Hà Nam) và tây bắc An Huy, từng là kinh đô nhà Thương thời vua Thành Thang, nhưng nay chỉ thu lại là thành phố Bạc Châu thuộc tỉnh An Huy. Rất nhiều sách, kể cả cuốn Tinh hoa văn hóa Trung Quốc, dịch và in tại Nhà xuất bản Thế giới cũng ghi là đất Hào!
- Trí Di, hay bị phiên là Trí Khải.

## Cải cách văn tự, sai khác khẩu âm và tương quan với phiên âm Hán Việt
Chữ Hán tự kiểu cổ điển (phồn thể) được cải cách có quy mô lớn và toàn diện bởi đảng Cộng sản Trung Quốc từ sau 1949 thành chữ giản thể, các khu vực khác có sử dụng chữ Hán không dùng chữ Giản thể của đại lục nhưng vẫn có ít nhiều thay đổi Hán tự. Tuy nhiên thực tế là sự cải cách chữ viết (đôi khi mang tính cưỡng bức bởi ý chí chủ quan của người cầm quyền) đã có từ lâu trước đó, chẳng hạn, Võ Tắc Thiên đã cho đổi hàng chục chữ Hán liên quan đến tên mình. Kết quả của sự cải cách là diện mạo chữ viết bị thay đổi ít nhiều so với nguyên gốc. Chẳng hạn chữ 隻 phiên âm Hán Việt là "chích", 只 phiên âm Hán Việt là "chỉ" trước đây đều tồn tại, sau cải cách giản thể được hợp nhất thành 只 (các khu vực ngoài đại lục vẫn dùng cả hai chữ), chữ 只 thừa hưởng bính âm của cả chữ 只 cũ và chữ 隻, bởi vậy nếu khiên cưỡng nói 只 có 2 bính âm (Zhǐ và Zhī) dẫn đến 2 phiên âm Hán Việt (chỉ và chích) là sai lầm.
Một Hán tự có thể có nhiều cách đọc, tuy nhiên đôi khi sự sai khác chỉ đơn thuần do khẩu âm từng khu vực, do mức độ phổ biến tương đương mà đều trở thành quy chuẩn nhưng không có tính chất ước định, bởi vậy không thể xem là có 2 bính âm mà phiên âm Hán Việt đồng nhất. Chẳng hạn 誰 có phiên âm Hán Việt là "thùy" với pinyin là Shuí và Shéi nhưng không cố định, có thể tùy ý, trái lại từ 薄 có phiên âm Hán Việt là "bạc" với pinyin là Báo trong hầu hết trường hợp, nhưng riêng 薄荷 nhất định pinyin là Bò (薄荷Bòhé phiên âm Hán Việt là Bạc hà).

## Ứng dụng
Trong tiếng Việt đương đại, ba ứng dụng phổ biến nhất của âm Hán Việt là:
- Chuyển đổi ngữ âm của từ ngữ tiếng Hán cần vay mượn: Khi người nói tiếng Việt vay mượn từ ngữ tiếng Hán để dùng trong tiếng Việt, ngữ âm của từ tiếng Việt bắt nguồn từ tiếng Hán thường không bắt nguồn từ ngữ âm trong Hán ngữ tiêu chuẩn của từ tiếng Hán được vay mượn. Ngữ âm của từ tiếng Việt gốc Hán thường sẽ mang âm Hán Việt của chữ Hán được tiếng Việt vay mượn.
- Gọi tên người Trung Quốc, khu vực địa lý tại Trung Quốc: Ngữ âm của tên gọi trong tiếng Việt của người Trung Quốc, khu vực địa lý tại Trung Quốc thường không bắt nguồn từ ngữ âm của tên gọi tương ứng trong Hán ngữ tiêu chuẩn. Tên tiếng Việt của người Trung Quốc, khu vực địa lý tại Trung Quốc thường sẽ mang âm Hán Việt của chữ Hán tương ứng.
- Đọc chữ Hán trong văn bản cổ văn: Tại Việt Nam, khi dạy và học cổ văn, người ta thường đọc chữ Hán trong văn bản cổ văn bằng âm Hán Việt, chứ không đọc bằng âm đọc tương ứng của chữ Hán trong Hán ngữ tiểu chuẩn.